# Statistiques sur la pandémie de Covid-19 en France
Pour des articles plus généraux, voir Pandémie de Covid-19 en France, Pandémie de Covid-19 en Europe et Pandémie de Covid-19.
Wikipédia ne donne pas de conseils médicaux ou sanitaires. Cet article est susceptible de contenir des informations obsolètes ou inexactes. Seul un professionnel de la santé est apte à vous fournir un avis médical, et seules les autorités sanitaires de votre pays sont compétentes pour donner des consignes de santé publique relatives à la pandémie de Covid-19.
Les statistiques sur la pandémie de Covid-19 en France sont publiées chaque jour par les autorités. Elles sont parfois imparfaites ou incomplètes, notamment parce qu’elles ne prennent pas en compte les décès à domicile, mais aussi parce que, certains jours, toutes les données ne sont pas communiquées. De plus, il arrive que certains rattrapages soient effectués par Santé Publique France.

## Statistiques pour l'ensemble de la France
Les graphiques qui suivent sont établis à partir des données de l'Agence nationale de santé publique en lien avec le Gouvernement de la République française. Le Gouvernement publie également des jeux de données. Le Centre européen de prévention et de contrôle des maladies compile ces données pour les placer dans un contexte mondial.

### Indicateurs généraux de l'évolution de la pandémie de SARS-Cov-2
En France, le gouvernement a défini quatre indicateurs de suivi de l'évolution d'une reprise de l'épidémie qui sont suivis et mis à jour dans une carte des indicateurs covid-19 .

| Taux d'incidence de la pandémie de SARS-CoV-2                                                                          |
| Pour des raisons techniques, il est temporairement impossible d'afficher le graphique qui aurait dû être présenté ici. |

Lecture : le taux d'incidence correspond au nombre de cas positifs au SARS-CoV-2 pour 100 000 habitants sur une période d'une semaine. 
| Nombre de reproduction effectif de la pandémie de SARS-CoV-2                                                           |
| Pour des raisons techniques, il est temporairement impossible d'afficher le graphique qui aurait dû être présenté ici. |

Lecture : le nombre de reproduction correspond au nombre moyen de personnes contaminées par chaque personne atteinte du SARS-Cov-2. À son maximum au 20 juillet 2021 le nombre de reproduction effectif est de 2,14; ce pic est dû à « la diffusion du variant Delta, responsable de plus de 98% des contaminations sur le territoire et 60% plus contagieux que le variant Alpha ».
| Taux de positivité des tests PCR                                                                                       |
| Pour des raisons techniques, il est temporairement impossible d'afficher le graphique qui aurait dû être présenté ici. |

Lecture : le taux de positivité correspond au « nombre de personnes testées positives en RT-PCR SARS-CoV-2 divisé par le nombre de personnes testées, sur les sept derniers jours consolidés ». À son maximum au 19 janvier 2022, le taux de positivité des tests PCR est de 29,13 %.
| Taux d'occupation des lits en réanimation                                                                              |
| Pour des raisons techniques, il est temporairement impossible d'afficher le graphique qui aurait dû être présenté ici. |

Lecture : à son maximum, le 8 avril 2020, le taux d'occupation des lits en réanimation est de 138,8 %.

### Vaccination
| Nombre total cumulé de personnes vaccinées contre le SARS-Cov-2                                                        |
| Pour des raisons techniques, il est temporairement impossible d'afficher le graphique qui aurait dû être présenté ici. |

Lecture : en France, au 5 février 2022, 54 089 099 personnes ont reçu au moins une dose de vaccin et 52 898 131 personnes ont un schéma vaccinal complet dans le cadre du protocole de vaccination contre le SARS-Cov-2.

### Cas de tests positifs au SARS-CoV-2
| Nombre cumulé de personnes testées positives au SARS-CoV-2                                                             |
| Pour des raisons techniques, il est temporairement impossible d'afficher le graphique qui aurait dû être présenté ici. |

Lecture : au 20 février 2022, 22 286 829 personnes ont été confirmées « par un test positif RT-PCR ou par un test positif antigénique » depuis le début de l’épidémie. 
Une correction des doublons fait chuter le nombre de cas de plus 300 000 entre les 19 et 20 mai 2021. L'Agence nationale de santé publique a annoncé une correction de l'algorithme de remontée des tests PCR positifs, qui prenait notamment en compte plusieurs fois des tests PCR positifs entrainant des doublons. Les chiffres et les indicateurs ont donc subi une modification correspondant à la baisse remarquée.
Seuls les cas testés sont pris en compte.
| Variations quotidiennes du nombre total de cas testés positifs au SARS-CoV-2                                           |
| Pour des raisons techniques, il est temporairement impossible d'afficher le graphique qui aurait dû être présenté ici. |

Lecture :
- À son maximum, le 25 janvier 2022, 501 635 personnes de plus que la veille ont été confirmées « par un test positif RT-PCR ou par un test positif antigénique ».

Notes :
- Les données concernant le nombre de cas confirmés ne remontent pas systématiquement de manière exhaustive tous les jours, le nombre de cas est régularisé les jours suivants. Ce graphique représente l'évolution du nombre total de cas, comme il est connu officiellement le jour même de l'information.

| Moyenne sur 7 jours du nombre quotidien de cas positifs au SARS-Cov-2                                                  |
| Pour des raisons techniques, il est temporairement impossible d'afficher le graphique qui aurait dû être présenté ici. |

Lecture : À son maximum, le 25 janvier 2022, la moyenne glissante sur sept jours est de 366 179 cas testés positifs par jour.

### Hospitalisations

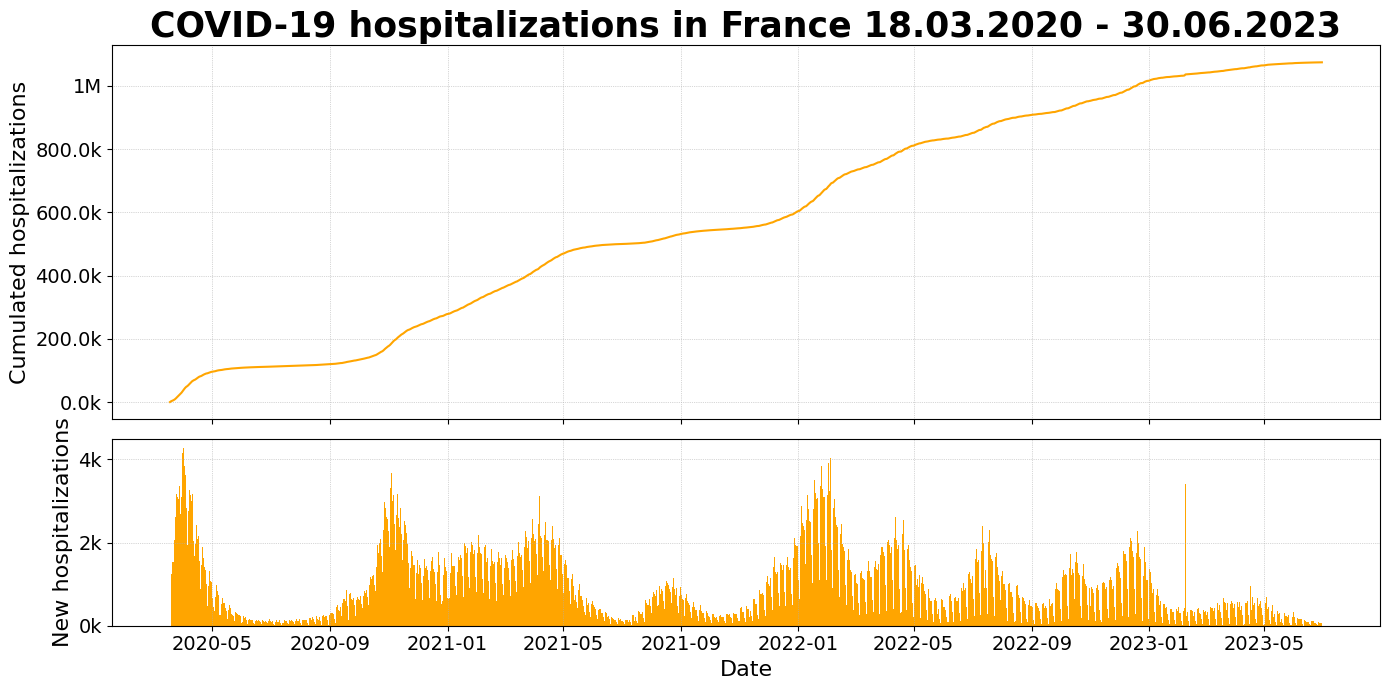
Nombre de personnes hospitalisees

| Nombre de personnes hospitalisées atteintes de Covid-19                                                                |
| Pour des raisons techniques, il est temporairement impossible d'afficher le graphique qui aurait dû être présenté ici. |

Lecture : à son maximum le 16 novembre 2020, le nombre de personnes atteintes de Covid-19 hospitalisées est de 33 497 personnes. 
| Moyenne sur 7 jours du nombre d'hospitalisations attribuées au SARS-Cov-2                                              |
| Pour des raisons techniques, il est temporairement impossible d'afficher le graphique qui aurait dû être présenté ici. |

#### Soins critiques
| Nombre de personnes en soins critiques pour la Covid-19                                                                |
| Pour des raisons techniques, il est temporairement impossible d'afficher le graphique qui aurait dû être présenté ici. |

Lecture : À son maximum le 28 avril 2020, le nombre de personnes en soins critiques dans les hôpitaux d'une cause attribuée à la Covid-19 est de 7 019.
| Moyenne sur 7 jours du nombre d'admissions en soins critiques attribuées au SARS-Cov-2                                 |
| Pour des raisons techniques, il est temporairement impossible d'afficher le graphique qui aurait dû être présenté ici. |

#### Retours à domicile après hospitalisation
| Nombre cumulé de patients ayant été hospitalisés pour cause de Covid-19 et de retour à domicile en raison de l'amélioration de leur état de santé |
| Pour des raisons techniques, il est temporairement impossible d'afficher le graphique qui aurait dû être présenté ici.                            |

Lecture : entre le début du recensement et le 19 février 2022, 554 200 patients ont quitté l'hôpital, ils sont retournés à leur domicile en raison de l'amélioration de leur état de santé et selon les critères définis par Haut Conseil de la santé publique ; ils doivent cependant rester confinés jusqu'à leur rétablissement complet,.

### Décès en hôpital et établissements sociaux ou médico-sociaux
| Nombre total cumulé de décès attribués à la Covid-19 (cumul décès à l'hôpital, en EHPAD et EMS)                        |
| Pour des raisons techniques, il est temporairement impossible d'afficher le graphique qui aurait dû être présenté ici. |

Lecture : entre le début du recensement et le 17 février 2022, un total de 136 142 personnes (cumul décès à l'hôpital, en EHPAD et EMS) sont décédées d'une cause attribuée à la Covid-19. Ce total ne prend pas en compte les personnes décédées à domicile d'une cause attribuée à la Covid-19.
| Nombre quotidien de décès attribués à la Covid-19 (hôpital, EHPAD et EMS)                                              |
| Pour des raisons techniques, il est temporairement impossible d'afficher le graphique qui aurait dû être présenté ici. |

Lecture : à son maximum le 15 avril 2020, 1 438 personnes supplémentaires sont déclarées décédées d'une cause attribuée à la Covid-19 (Hôpitaux, EHPAD et EMS) par rapport au bilan de la veille.
| Moyenne sur 7 jours du nombre quotidien de décès attribués à la Covid-19 (hôpital, EHPAD et EMS)                       |
| Pour des raisons techniques, il est temporairement impossible d'afficher le graphique qui aurait dû être présenté ici. |

#### Décès en hôpital
| Décès cumulés attribués à la Covid-19 à l'hôpital                                                                      |
| Pour des raisons techniques, il est temporairement impossible d'afficher le graphique qui aurait dû être présenté ici. |

Lecture : entre le début du recensement et le 19 février 2022, 108 592 personnes sont décédées en hôpital d'une cause attribuée à la Covid-19.
| Décès quotidiens attribués à la Covid-19 à l’hôpital                                                                   |
| Pour des raisons techniques, il est temporairement impossible d'afficher le graphique qui aurait dû être présenté ici. |

Lecture : à son maximum le 6 avril 2020, 605 personnes sont décédées à l’hôpital d'une cause attribuée à la Covid-19.

#### Décès en établissements sociaux ou médico-sociaux (EHPADou EMS)
| Nombre total cumulé de décès en établissements sociaux ou médico-sociaux (EHPAD ou ESMS) attribués à la Covid-19       |
| Pour des raisons techniques, il est temporairement impossible d'afficher le graphique qui aurait dû être présenté ici. |

Remarque : la remontée des données a été effectuée progressivement par les EHPAD et EMS en avril 2020. Pour ce mois, le tableau indique donc la progression de la mise à jour en complément d’une éventuelle augmentation quotidienne du nombre de décès (surtout les premiers jours).
Lecture : entre le début du recensement et le 19 février 2021, 28 002 personnes sont décédées en ESMS d'une cause attribuée à la Covid-19.
| Variation quotidienne de nombre total de décès en établissements sociaux ou médico-sociaux (EHPAD ou ESMS) attribués à la Covid-19 |
| Pour des raisons techniques, il est temporairement impossible d'afficher le graphique qui aurait dû être présenté ici.             |

Remarques : 
- la remontée des données a été effectuée progressivement par les EHPAD et EMS en avril 2020. Pour ce mois, le tableau indique donc la progression de la mise à jour en complément d’une éventuelle augmentation quotidienne du nombre de décès (surtout les premiers jours) ;
- les chiffres négatifs sont dus à des rattrapages par Santé publique France d’erreurs de comptage sur les jours précédents. L’important étant la tendance de l'évolution globale de ces chiffres plutôt que le détail journalier[11].